# Antwone Fisher
Antwone Fisher – amerykański film obyczajowy z 2002 roku oparty na faktach.

## Obsada
- Derek Luke – Antwone Quenton ‘Fish’ Fisher
- Malcolm David Kelley – Antwone Fisher (lat 7)
- Cory Hodges – Antwone Fisher (lat 14)
- Denzel Washington – dr Jerome Davenport
- Joy Bryant – Cheryl Smolley
- Salli Richardson-Whitfield – Berta Davenport
- Kente Scott – Kansas City
- Kevin Connolly – Slim
- Rainoldo Gooding – Grayson
- Novella Nelson – pani Tate
- Stephen Snedden – Berkley

## Fabuła
Antwone Fisher jest młodym żołnierzem amerykańskiej Marynarki Wojennej. Ale jego problemem są niekontrolowane wybuchy gniewu i nieustanne bójki. Jego przełożeni mają dość tego zachowania i zmuszają go do wizyty u psychiatry, dr. Davenporta. Początkowo chłopak stawia opór i zamyka się w sobie, ale w końcu zaczyna opowiadać o swoim dzieciństwie.

## Nagrody i nominacje
- Nagroda Satelita 2002
- Nagroda Specjalna dla nowego talentu – Derek Luke
- Najlepszy dramat (nominacja)
- Najlepsza reżyseria – Denzel Washington (nominacja)